# Iconiciteit
Iconiciteit is in de semiotiek en de taalkunde een overeenkomst of een gelijkenis tussen een teken enerzijds en onze waarneming van de werkelijkheid anderzijds.

## Willekeurig en iconisch teken
In de taalkunde is het lange tijd een vanzelfsprekend uitgangspunt geweest dat taaltekens (en met name woorden) arbitrair waren: het verband tussen vorm en betekenis van een taalteken was gebaseerd op (historisch gegroeide) willekeur.
- Een viervoetig rijdier wordt “paard” genoemd, maar dat is toeval: er is geen reden waarom het niet “dreip” had kunnen zijn, of iets anders.

Hierbij werden weliswaar uitzonderingen erkend, maar die beperkten zich grotendeels tot klanknabootsing: diernamen (tjiftjaf) en -geluiden (kukelekuuuu!) waren de geijkte voorbeelden; voorts klankcombinaties als die in plof, plons.
De filosoof C.S. Peirce stelde hiertegenover dat er drie soorten tekens bestonden, en één daarvan, het icoon, werd gekenmerkt door een iconische relatie tussen vorm en betekenis: er bestond in dat geval wel degelijk overeenkomst. Die overeenkomst kon op verschillende manieren gerealiseerd zijn, en de twee belangrijkste waren beeld en diagram.

### Beeld
Indien een tekenvorm in zijn geheel ons doet denken aan een betekenis, spreken we van een beeld (image). Voorbeelden zijn de bovengenoemde onomatopeeën: de klank als geheel imiteert de roep van het dier als geheel.

### Diagram
Indien het teken is opgebouwd uit elementen, dan staan die elementen altijd in relatie tot elkaar. Die relatie kan worden opgevat als een relatie die met de betekenis overeenkomt. De iconiciteit betreft nu een diagrammatrische relatie tussen vormelementen en betekeniselementen.
- Een geijkt voorbeeld is Caesars Veni, vidi, vici ("Ik kwam, ik zag, ik overwon"). De relatie tussen deze drie woorden, de drie elementen, is onmiskenbaar aanwezig: Caesar deed alle drie, en ieder element zou zonder de beide andere zijn zin verliezen. Maar de relatie is ook iconisch: zij geeft een volgorde weer die overeenkomt met de werkelijkheid. Eerst komen, dan zien, dan overwinnen.

## Toegenomen belangstelling
Sinds de jaren tachtig van de twintigste eeuw is de iconiciteit van tekens sterk in de belangstelling gekomen. Op alle taalniveaus zijn talloze gevallen onderkend: het niveau van klank, dat van woordvorm, van zinsbouw en van intonatie.

### Vraagpunten
Daarbij doet zich nog wel de vraag voor wanneer er van iconiciteit sprake is en wanneer niet.
Moet de overeenkomst bijvoorbeeld bewust zijn toegepast? Moet de hoorder of lezer zich ervan bewust zijn? Een probleem is bovendien dat mensen gemakkelijk in staat zijn gelijkenissen te onderkennen, ook waar die op toeval berusten. In zulke gevallen wordt de iconiciteit speculatief.
Onderzoek laat echter zien dat zulke gelijkenissen ook tot stand kunnen komen zonder dat die de proefpersonen zijn aangepraat. Iconiciteit moet ook niet worden gezien als een verschijnsel dat hetzij aanwezig, hetzij afwezig is: er is een continuüm, en bij sommige tekens is de iconiciteit zwak aanwezig, bij andere sterker. Voorts komt de iconiciteit van taal tot taal verschillend tot uiting.

## Taalniveaus
Een aantal voorbeelden van iconiciteit op verschillende taalniveaus volgt hieronder. Het overzicht is niet uitputtend.

### Klank
Klinkers worden naar hun articulatie onderverdeeld in open en gesloten vocalen (en tussenvormen). Van de meer open klinkers (/a/, /o/) is wel gezegd dat zij ertoe neigen grotere zaken aan te duiden, de geslotener (/i/, /e/) vocalen zouden juist op kleinheid duiden. De woorden groot en klein zelf zijn daarbij als voorbeeld gegeven. Een proefneming schijnt dit te bevestigen: een grote, ronde figuur werd geassocieerd met open klanken, en spitsere, kleiner ogende deed de proefpersonen denken aan gesloten klinkers.

### Woordvorm
Sommige woorden laten een gemarkeerde vorm zien. Zo is de uitgang –es in dichteres een markering, die het vrouwelijk geslacht aangeeft. Die markering in de woordvorm wordt beschouwd als een markering in de werkelijkheid: “gewoon” is de mannelijke woordvorm, zoals ook de mannelijke persoon in de maatschappij als gewoner, neutraler wordt ervaren dan de vrouwelijke. Markering is iconisch voor het opvallende, de niet-norm.
Een ander voorbeeld zijn de meervoudsvormen: die zijn in vele talen bijna altijd langer dan het enkelvoud, en die lengte vertegenwoordigt het ongewonere, gemarkeerde, maar ook het meer omvattende van het meervoud.
Beleefdheid brengt vaak afstandelijkheid met zich mee. (Zie ook hieronder, Zinsbouw.) Dit uit zich in sommige talen door het gebruik van het beleefdheidsvorm van het persoonlijk voornaamwoord.Dit beleefde persoonlijk voornaamwoord is voor de toegesprokene in het Duits Sie, in het Nederlands u; maar die woorden verwijzen van oorsprong naar de derde persoon, in tegenstelling tot du en jij, die tweede persoon zijn. Hieruit blijkt afstandelijkheid: het dichtstbij is de eerste persoon (ik), de tweede persoon staat al verder van ons af, de derde nog verder.
Andere talen maken op andere manieren gebruik van afstand als icoon voor beleefdheid: in Indonesische conversatie tussen relatieve vreemden duidt men zowel zichzelf als de toegesprokene aan met de naam. Pas wanneer de relatie wat intiemer wordt, gebruikt men de equivalenten van "ik" en "jij/u".
Weer andere talen maken dit onderscheid niet, zoals blijkt uit het Engelse you. Iconiciteit blijkt hier dus taalafhankelijk.
Een iconisch verband tussen beleefdheid en woordvorm valt ook te constateren bij het Nederlandse gebruik van drieletterwoorden en het Engelse gebruik van vierletterwoorden. Hun aanduiding is geen toeval: vaak bestaan deze korte vormen inderdaad uit drie (of vier) letters; en hun gebruik is grover of intiemer dan dat van de langere, die ook bij openbare gelegenheden kunnen worden gebruikt. Grotere woordlengte is iconisch voor ("beschaafde") afstandelijkheid; connotatie (gevoelswaarde) komt tot uitdrukking in het aantal klanken in het woord.

### Zinsbouw
Voorbeelden van iconiciteit in zinnen worden onder meer gevonden in de verschijnselen volgorde en afstand.

#### Volgorde
De volgorde kan iconisch zijn, zoals in het geval van Veni, vidi, vici, maar dat hoeft beslist niet. De volgorde is niet iconisch in de zin
Voordat we gaan eten, wil ik graag Monique en Johan bedanken, die dit jaar voor de organisatie hebben gezorgd.
Hier hebben we een bijzin, een hoofdzin en weer een bijzin, maar die zijn in precies “omgekeerde” tijdsvolgorde geplaatst: eten – bedanken – voorbereiding. De opeenvolging in de tijd zou uiteraard veronderstellen: voorbereiding – bedanken – eten. Juist doordat de volgorde niet de historische opeenvolging hoeft te weerspiegelen, is het des te opvallender wanneer dit wel gebeurt, en is in dat laatste geval ook de iconiciteit waarschijnlijker:
Curare dringt de bloedbaan binnen, de ademhalingsspieren worden verlamd, en men sterft.

#### Afstand
In talen als het Duits en het Nederlands kan een afwijkende volgorde in de zinsbouw een soort afstand weergeven. In
Als je dorst hebt, het bier staat in de koelkast
wordt de normale woordvolgorde (het bier – staat; onderwerp – persoonsvorm) gebruikt. Dat geeft een realiteit aan; dat bier staat er werkelijk. Maar in
Als je dorst hebt, kun je bier uit de koelkast nemen
geeft de omgekeerde volgorde (kun – je; persoonsvorm – onderwerp) een afstand van de werkelijkheid aan; er is slechts de mógelijkheid om bier te nemen. Afstand van de gebruikelijke woordvolgorde is iconisch voor afstand van de werkelijkheid.
Deze afstand wordt ook wel “vervreemding” genoemd. Zij kan dus optreden in de zinsbouw, maar ook door het uiteenplaatsen van woorden. Zo suggereert
I did not have sexual relations with that woman, Ms. Lewinsky
De grootst mogelijke afstand tussen de spreker, Bill Clinton, en Monica Lewinsky. Had hij gezegd:
That woman, Ms. Lewinsky, and I did not have sexual relations
dan was ondanks het afstandelijke “that woman” de suggestie van intimiteit veel groter geweest. De afstand in woorden geeft in Clintons zin de mentale afstand aan. Woordafstand is iconisch voor mentale afstand.
Mentale afstand kan voorts zijn ingegeven door de behoefte beleefd te zijn. Doorgaans zijn beleefde fraseringen langer dan gemeenzame; er worden meer taalelementen gebruikt, hetgeen afstand creëert. Dit kan zich uiten in een vollediger woordvorm (Goedemorgen in plaats van Mòge), of het aantal woorden is groter:
Ga weg!
Mag ik u verzoeken mijn huis te verlaten?
Lengte is in deze gevallen iconisch voor afstand.

### Intonatie
Vervreemding kan ook in de zinsintonatie tot uitdrukking komen. Een voorbeeld is het gebruik van een sarcastische, wat overdreven toon.
Ach, arme jongen nou toch!
kan uiteraard op een doorvoelde toon worden uitgesproken; dat is de gewone intonatie, waaruit de hoorder kan afleiden dat er van medelijden of medeleven sprake is. Wordt de toon echter overdreven, het woord “Aaaaaach” langgerekt uitgesproken, dan treedt afstand op. Misschien is er zelfs wel sprake van leedvermaak. De uiting is niet langer authentiek, het medegevoel niet echt. Afwijkende toon en klankduur vertegenwoordigen een afwijkende gevoelsuiting: er is afstand tussen het verwachte taalgebruik en de intonatie in dit bepaalde geval.
Een vergelijkbaar effect kan worden bereikt met precies het omgekeerde middel: toonloosheid. Wordt een zin uiterst achteloos, zonder intonatie, mat, uitgesproken, dan kan de hoorder daaruit afleiden dat niet alleen de toon, maar daarmee ook het gevoel “ontbreekt”. Toonloosheid is dan iconisch voor onverschilligheid.